# Sirpa Kähkönen
Sirpa Kähkönen, född 15 april 1964 i Kuopio i landskapet Norra Savolax i Finland, är en finländsk författare, översättare och krönikör. Hon är särskilt intresserad av historia och samhällsfrågor.

## Biografi
Sirpa Kähkönen är född år 1964 i Kuopio, Finland, och bosatt i Helsingfors. 
Hon tog studenten 1983 vid Kuopion klassillinen lukio (svenska: "Kuopio klassiska gymnasium") eller "Klassikka". 1983–1989 studerade hon allmän litteraturvetenskap och historia vid Helsingfors universitet och litteraturvetenskap vid Tammerfors universitet. Hon arbetade som forskningsassistent vid historiska fakulteten vid Helsingfors universitet 1988–1990. Åren 1991–1996 var hon förlagsredaktör vid Otava. Hon är fri författare sedan 1996.
Enligt Sirpa Kähkönen var det goda berättare i hennes egen familj samt hennes intresse att redan som barn försöka tolka allt det outtalade som väckte hennes lust att börja skriva. Den unga författaren inspirerades senare av Minna Canth och Juhani Aho, som verkade i hennes hemstad, samt Virginia Woolf och Marcel Proust, bland andra.
Sirpa Kähkönen debuterade med två ungdomsböcker. Hon fick sitt genombrott som författare med sin historiska romansvit om Kuopio under vinter- och fortsättningskriget. Den består av sju verk, varav den första, Mustat morsiamet (svenska: "Svarta brudar"), utgavs 1998. Boken gavs ut på svenska, i översättning av Mattias Huss, år 2019 med titeln Brudar i svart.
I februari 2014 utsågs Sirpa Kähkönen till ordförande för en treårsperiod i finska PEN-föreningen. Hon är ordförande i Teuvo Tulio-sällskapet sedan 1995. Åren 1999–2008 var hon styrelseledamot vid Folkupplysningssällskapet.

## Priser och utmärkelser i urval
- Statligt pris för barn- och ungdomsböcker, 1992
- Savonia-priset (Kuopio stads litterära pris), 1999
- Kuopio konstnärssällskapets Minna Canth-pris, 2003
- Tack för boken-medaljen, 2008
- Pro Finlandia-medaljen, 2015
- Folkupplysningssällskapets pris, 2016
- Undervisnings- och kulturministeriets Suomi-pris, 2016
- Finlandiapriset 2023 för boken 36 urnor : en historia om att ha fel

## På svenska
- Granitmannen, Stockholm, Lind & Co 2017, ISBN  9789174619317
- Livsöden i Finlands bortglömda fångläger, Stockholm, Lind & Co 2018, ISBN  9789177792536
- Brudar i svart, Stockholm, Lind & Co 2019, ISBN 978-91-7861-495-0[3]
- Järnnätter, Stockholm, Lind & Co 2020, ISBN 978-91-7903-316-3 [4]
- En vår av is och eld, Stockholm, Lind & Co 2021, ISBN 978-91-8018-148-8 [4]
- Vingar av lakan, Stockholm, Lind & Co 2022, ISBN 978-91-8018-527-1
- En sällsam orkidé, Stockholm, Lind & Co 2023, ISBN 978-91-8053-062-0
- 36 urnor : en historia om att ha fel, Stockholm, Lind & Co 2025, ISBN 978-91-8053-505-2

## På finska i urval

### Ungdomsböcker
- Kuu taskussa, Helsingfors, Otava, 1991, ISBN 951-1-11911-7
- Lukittu lähde, Helsingfors, Otava, 1994, ISBN 951-1-13504-X

### Kuopio-romansvit
- Mustat morsiamet, Helsingfors, Otava, 1998, ISBN 951-1-15619-5
- Rautayöt, Helsingfors, Otava, 2002, ISBN 951-1-18283-8
- Jään ja tulen kevät, Helsingfors, Otava, 2004, ISBN 951-1-19748-7
- Lakanasiivet, Helsingfors, Otava, 2007, ISBN 978-951-1-21326-0
- Neidonkenkä, Helsingfors, Otava, 2009, ISBN 978-951-1-23876-8
- Hietakehto, Helsingfors, Otava, 2012, ISBN 978-951-1-26320-3
- Tankkien kesä, Helsingfors, Otava, 2016, ISBN 978-951-1-29313-2

### Övriga romaner
- Graniittimies, Helsingfors, Otava, 2014, ISBN 978-951-1-28097-2

### Drama
- Tilkkuenkelit, 2008
- Helene S. – rakkaudella. Uruppförande på Kuopio Stadsteatern 4 september 2014.
- Palava kaupunki. Uruppförande på "Teatteri Avoimet Ovet", februari 2015.

### Faktaböcker
- Valoa ja varjoa – 90 kuvaa Suomesta, (tillsammans med Jaana Iso-Markku), 2007,  Otava
- Vihan ja rakkauden liekit. Kohtalona 1930-luvun Suomi, Helsingfors, Otava, 2010, ISBN 978-951-1-24275-8
- Kuopion taivaan alla, Kuopio, Kuopion isänmaallinen seura, 2011, ISBN 978-952-99511-6-1